# House tropical
La "torpical house", també coneguda com a "trop house", és un subgènere de la música house, i una derivació de la música tropical, amb elements de dancehall i house balear. Sovint apareixen artistes del gènere en diversos festivals d'estiu com Tomorrowland. El gènere va ser popularitzat per artistes com Kygo o Robin Schulz.
El terme "Tropical House" va començar com una broma del productor australià Thomas Jack, però des de llavors ha anat guanyant popularitat entre els oients. El terme "trouse" no s'ha de confondre amb tropical house, ja que "trouse" és un gènere que, en canvi, combina la sensació de trànsit i els ritmes de progressive house, utilitzant sintetitzadors electro.

## Característiques
Tropical house és una derivació de la música deep house caracteritzada per les seves melodies relaxades i inspirades a l'illa que emeten un "ambient caribeny de festa a la platja. Igual que el deep house, compta amb instrumentació sintetitzada i un ritme de quatre al terra a un tempo de 100 a 120 bpm, més lent que la música electrònica mitjana. El subgènere es distingeix per l'ús de sintetitzadors airejats, ritmes melòdics i instruments tropicals, com ara percussions d'acer, trompetes, saxos, flautes, marimbas o bongos. Tropical house no fa ús de les acumulacions i gotes que es veuen a EDM, sinó que inclou melodies calmants i veus suaus que són fàcils d'escoltar en qualsevol entorn. Líricament, les cançons sovint parlen de felicitat, amor, relacions, ruptures i tristesa.
Tot i que l'EDM es produeix principalment en clubs, la casa tropical s'associa més a plataformes en línia, així com a festivals a l'aire lliure o festes a la platja.

## Història
A mitjans i finals dels anys 2000, Bob Sinclar i Yves Larock van crear èxits internacionals que tenien moltes característiques del tropical house, inspirant-se en la música dels anys 80 i en contrast amb altres subtipus de música electrònica (" EDM ") de l'època. . L'estil es va popularitzar encara més per Stereo Love, un èxit internacional d'Edward Maya, un productor musical de l'escena house romanesa. No obstant això, no va ser fins al 2013 amb "Sun Don't Shine" de Klangkarussell i l'aparició de productors com Kygo i Robin Schulz que el tropical house es va convertir en una tendència de la música dance. Durant el 2014 i el 2015, productors com Lost Frequencies, Felix Jaehn, Alex Adair i Sam Feldt se'ls unirien amb grans èxits de house tropical. A mitjans de la dècada del 2010, certs productors de cases tropicals s'unirien amb artistes com Justin Bieber i Little Mix. Això va ajudar el gènere a aconseguir un èxit comercial massiu i va donar lloc al terme de la llista de reproducció de "pop tropical".